# Broaddus, Texas
Broaddus là một thị trấn thuộc quận San Augustine, tiểu bang Texas, Hoa Kỳ. Năm 2010, dân số của thị trấn này là 207 người.

## Dân số
- Dân số năm 2000: 189 người.
- Dân số năm 2010: 207 người.